# Cameron Harper
Cameron Harper (ur. 19 listopada 2001 w Sacramento) – amerykański piłkarz pochodzenia szkockiego występujący na pozycji prawego pomocnika lub prawego obrońcy, od 2021 roku zawodnik New York Red Bulls.
Jego rodzice pochodzą ze Szkocji.